# روبرت كيرمان
روبرت تشارلز كيرمان (بالإنجليزية: Robert Kerman)‏ (من مواليد 16 ديسمبر 1947)، المعروف أيضا باسم آر بولا، هو ممثل أمريكي. نشأ وترعرع في حي إيطالي للطبقة المتوسطة في بينسونهيرست، بروكلين. وظهر باسم آر بولا في أكثر من 100 فيلم إباحي، وأشهرها ديبي تعاشر دالاس عام 1978. وهو أحد عدد قليل جدا من ممثلي الإباحية الذين استطاعوا شق طريقهم نحو هوليوود، وذلك بعد تلاشي ما عرف ب "عصر الإباحية الذهبي"، وغير مسار مسيرته التمثيلية كليا؛ وقد بدأت مسيرته بشكل جيد، إلا أن أعماله في الماضي ظلت تطارده. وقالت كيرمان لاحقا أن «القطار فاته» بسبب أعماله الإباحية.

## روابط خارجية
- روبرت كيرمان على موقع IMDb (الإنجليزية)
- روبرت كيرمان على موقع روتن توميتوز (الإنجليزية)
- روبرت كيرمان على موقع ألو سيني (الفرنسية)
- روبرت كيرمان على موقع أول موفي (الإنجليزية)
- روبرت كيرمان على موقع قاعدة بيانات الأفلام السويدية (السويدية)
- روبرت كيرمان على موقع قاعدة بيانات الفيلم (الإنجليزية)
- روبرت كيرمان على موقع كينوبويسك (الروسية)